# Se non fosse fra queste mie braccia, lo inventerei/La forza di non piangere
Se non fosse fra queste mie braccia, lo inventerei/La forza di non piangere è un singolo della cantante italiana Lara Saint Paul pubblicato nel 1972 dall'etichetta discografica Polydor.

## Il disco
Se non fosse fra queste mie braccia, lo inventerei fu presentata al Festival di Sanremo 1972, dove giunse in finale ottenendo un discreto successo di vendite.
Entrambe le tracce contenute nel singolo confluirono nell'album Lara Saint Paul, pubblicato nell'autunno del 1973.
Data matrici: 19 Febbraio / Lato A: "Festival di Sanremo 1972" / Distribuito da Phonogram - Milano.

## Tracce
Lato A
1. Se non fosse fra queste mie braccia, lo inventerei – 3:50 (Luciano Beretta, Elide Suligoj)

Lato B
1. La forza di non piangere – 3:50 (Luciano Beretta, Elide Suligoj)